# 松平信道
松平 信道（まつだいら のぶみち）は、江戸時代中期の大名。丹波国亀山藩の第3代藩主。官位は従五位下采女正、若狭守、紀伊守。形原松平家13代当主。

## 略歴
宝暦12年（1762年）1月22日、2代藩主・松平信直の長男として誕生。安永7年（1778年）12月、従五位下・采女正に叙任される。安永8年（1779年）に若狭守に遷任する。天明元年（1781年）閏5月27日、父の隠居により家督を継いだ。このとき、紀伊守に遷任する。翌年3月25日に桑田郡山本村に公儀筏役に関する朱印状を発行している。
幕命により禁裏警護や京都警護を務め、天明8年（1788年）3月の天明の大火の際には自ら藩士を率いて火消しに出動した。4月に奏者番と寺社奉行見習いを兼任する。6月には正式に寺社奉行になった。寛政の改革では松平定信の側近として幕政に参与している。藩政においては、寛政元年（1789年）に「領中刑律89条」という法令を制定している。
寛政3年（1791年）8月18日に死去した。享年30。跡を長男・信彰が継いだ。

## 系譜
- 父：松平信直（1732-1786）
- 母：松平光雄娘
- 正室：松平定静娘
- 生母不明の子女
  - 長男：松平信彰（1782-1802）